# 昆曼公路
昆曼公路，也称昆曼高速公路、昆曼国际通道、中泰公路等，是中国的第一条国际高速公路，起于云南省会昆明止于泰国首都曼谷，是亚洲公路网编号为AH3公路中的一段。
全长约1807公里，中国境内688公里、老挝境内229公里、泰国境内约890公里。由中国、老挝、泰国和亚洲开发银行合资建设。另一途经缅甸景栋的平行道路方案也在计划中。
| 路段                      | 长度（公里） | 属线 | 计算行车速度（公里／小时） | 状态，说明                                                          |
| ------------------------- | ------------ | ---- | -------------------------- | ------------------------------------------------------------------- |
| 昆明 - 玉溪（中）         | 86           | 213  | 120                        | 6线高速路（1999年4月完工）                                          |
| 玉溪 - 元江（中）         | 112          | 213  | 60-110                     | 4线高速路（2000年10月完工）                                         |
| 元江 - 磨黑（中）         | 147          | 213  | 100                        | 4车道高速路（2003年12月完工）                                       |
| 磨黑 - 思茅（中）         | 64.5         | 213  | 80                         | 4车道高速路（2011年4月完工）                                        |
| 思茅 - 小勐养（中）       | 97           | 213  | 60                         | 4车道高速路（2006年4月完工）                                        |
| 小勐养 - 磨憨／磨丁（中） | 217          | 214  | 80                         | 4车道高速路                                                         |
| 磨憨／磨丁 - 南伦桥（老） | 86           | 3    | ？                         | 中方援建（2006年6月完工，含18公里的南塔支线）截至2024年10月损毁严重 |
| 南伦桥 - 索德村（老）     | ？           | 3    | ？                         | 泰方承建（2007年12月完工）截至2024年10月整体良好                    |
| 索德村 - 会晒（老）       | ?            | 3    | ？                         | 泰方援建（2007年12月完工）截至2024年10月整体良好                    |
| 会晒 - 清孔（老-泰）      | ？           | ？   | ？                         | 轮渡跨湄公河，（会晒-清孔跨湄公河大桥2012年完工中泰合资中方援建）   |
| 清孔 - 清莱（泰）         | 113          | 1020 | ？                         | 规划中，候选线 1174/1098/1173                                       |
| 清莱 - 达府（泰）         | 398          | 1    | ？                         | 分线高速路                                                          |
| 达府 - 曼谷（泰）         | 426          | 1    | ？                         | 分线高速路                                                          |

其它规划中或在建的高速路： 昆明到缅甸瓦城和昆明到越南河内。